# TBWA

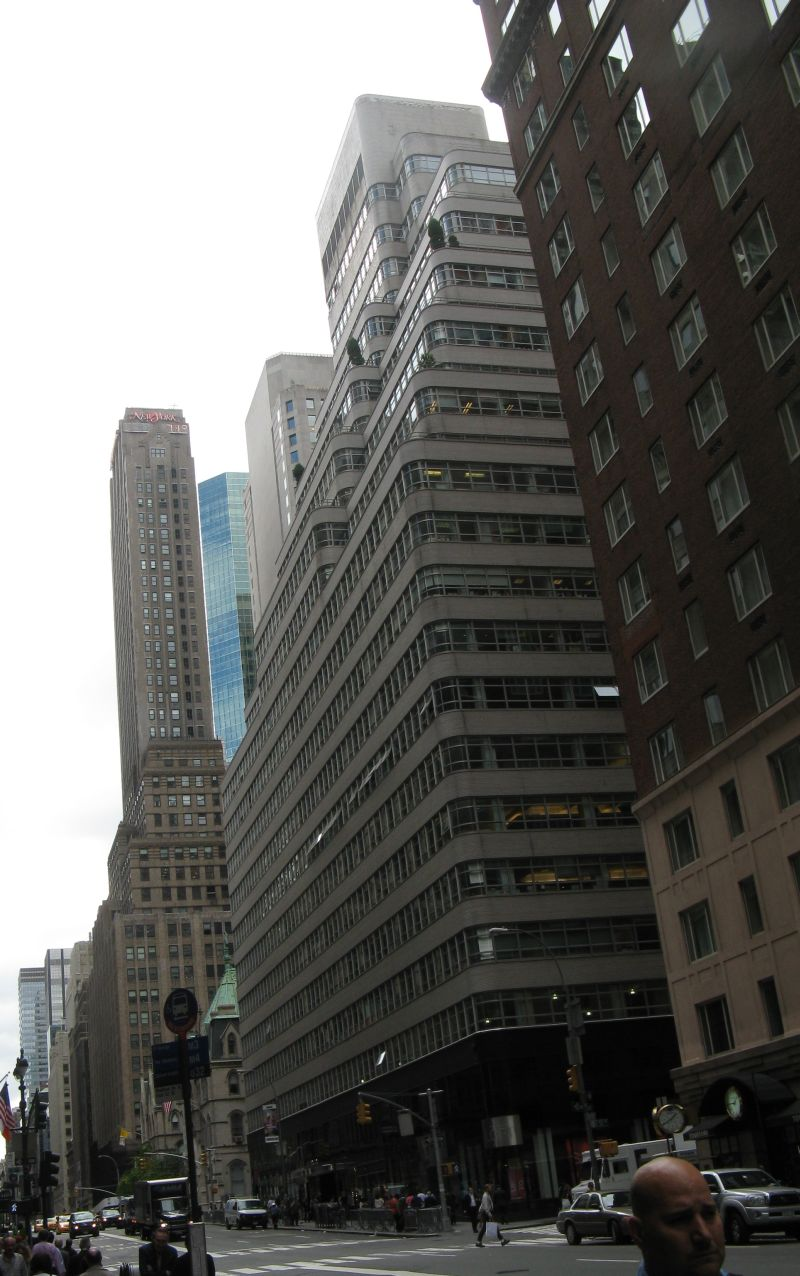
TBWA總部

TBWA（中国大陆称为李岱艾）是宏盟集團旗下的全球性广告公司。因为进入中国的时候与香港的Lee Davis Ayer公司合并，初期TBWA中国叫作TBWA\Lee Davis，后期已经把\Lee Davis去掉，但中文译名依然叫做“李岱艾广告”。
大陆地区早期沿用香港译名，目前称为“滕迈”。TBWA的线下（BTL）公司叫做TEQUILA\，包括CRM，Event Marketing，网络行销等各种新媒介的非大众广告。

## 2008年戛纳广告奖 国际特赦广告事件
TBWA巴黎公司为国际特赦组织创作的以北京奥运为背景表达中国人权问题的广告在戛纳获得铜狮奖，在中国国内引起轰动。随后TBWA国际表示该作品只是设计师的问题，公司总部并不知情，更与TBWA中国无关。几天后宣布解除与国际特赦代理合同。

## 2008年戛纳广告奖 TBWA\SHANGHAI
TBWA\SHANGHAI为ADIDAS代理的以北京奥运为背景的户外广告获得金狮奖，是中国大陆获得的首个金狮奖。但因为TBWA\PARIS 的国际特赦广告事件，获得金狮奖并没有在中国大陆引起广泛关注。